# St. Michael (Löpsingen)

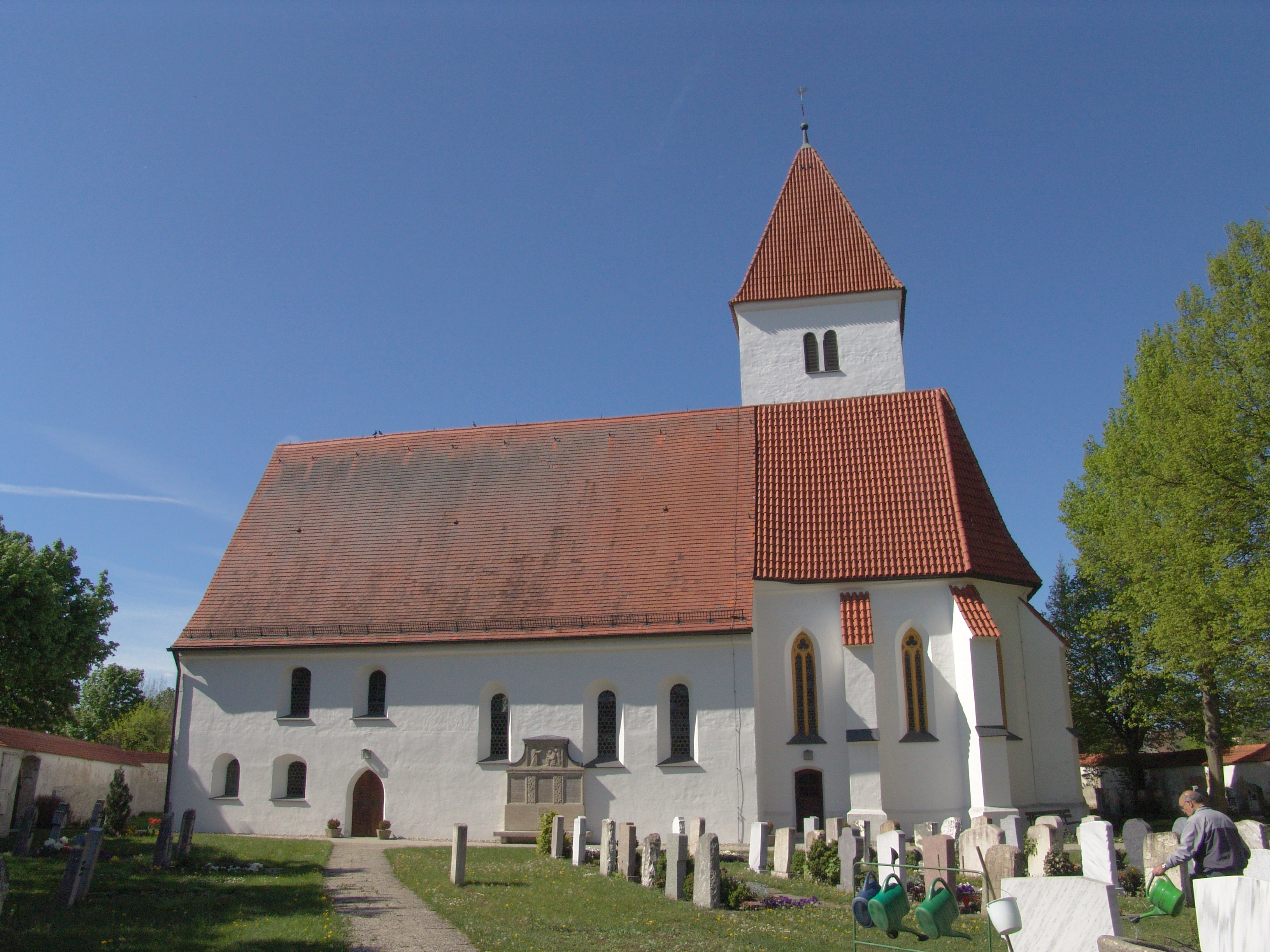
St. Michael in Löpsingen

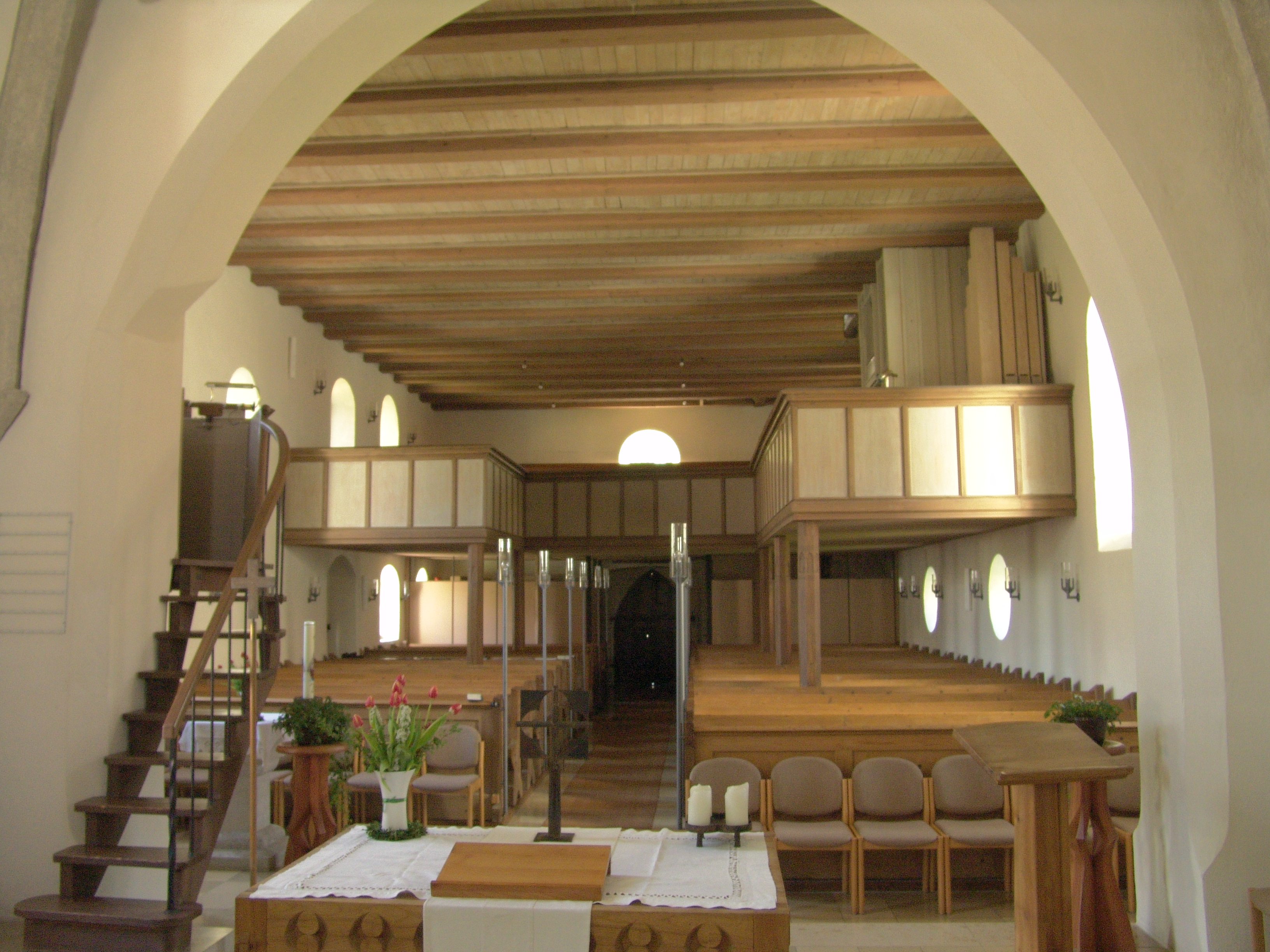
Blick zur Empore

Die evangelisch-lutherische Pfarrkirche St. Michael steht in Löpsingen, einem Stadtteil von Nördlingen im schwäbischen Landkreis Donau-Ries in Bayern. Das Bauwerk ist in der Liste der Baudenkmäler in Nördlingen als Baudenkmal unter der Nr. D-7-79-194-435 eingetragen. Die Kirche gehört zum Dekanat Donau-Ries des Kirchenkreises Augsburg der Evangelisch-Lutherischen Kirche in Bayern.

## Beschreibung
Die am Ende des 15. Jahrhunderts gebaute Saalkirche besteht aus einem Langhaus, einem eingezogenen, dreiseitig geschlossenen, von Strebepfeilern gestützten Chor im Osten und einem Chorflankenturm an der Nordwand des Chors, dem Chorturm des Vorgängerbaus aus dem 13. Jahrhundert. Im obersten Geschoss des Chorflankenturms steht der Glockenstuhl mit vier Glocken. Der Turm schließt mit einem Pyramidendach ab. 
Das Langhaus hat eine Holzbalkendecke, der Chor ein Kreuzrippengewölbe, auf dessen Schlussstein das Porträt von Jesus Christus dargestellt ist. Auf der Empore im Langhaus steht die Orgel. Ende des 15. Jahrhunderts wurden im Chor die Evangelistensymbole in Medaillons eingefügt.